# Basilodes catharops
Basilodes catharops är en fjärilsart som beskrevs av Dyar 1911. Basilodes catharops ingår i släktet Basilodes och familjen nattflyn. Inga underarter finns listade i Catalogue of Life.